# Adrien-Pierre-Raymond Gruss
Adrien-Pierre-Raymond Gruss, francoski general, * 16. november 1893, † 11. maj 1970.